# Scriptaphyosemion schmitti
Scriptaphyosemion schmitti är en fiskart som först beskrevs av Romand, 1979.  Scriptaphyosemion schmitti ingår i släktet Scriptaphyosemion och familjen Nothobranchiidae. IUCN kategoriserar arten globalt som sårbar. Inga underarter finns listade i Catalogue of Life.